# Suore orsoline del Sacro Monte di Varallo
Le Suore Orsoline del Sacro Monte di Varallo sono un istituto religioso femminile di diritto pontificio. I membri di questa congregazione pospongono al loro nome la sigla S.O.S.M.V.

## Storia

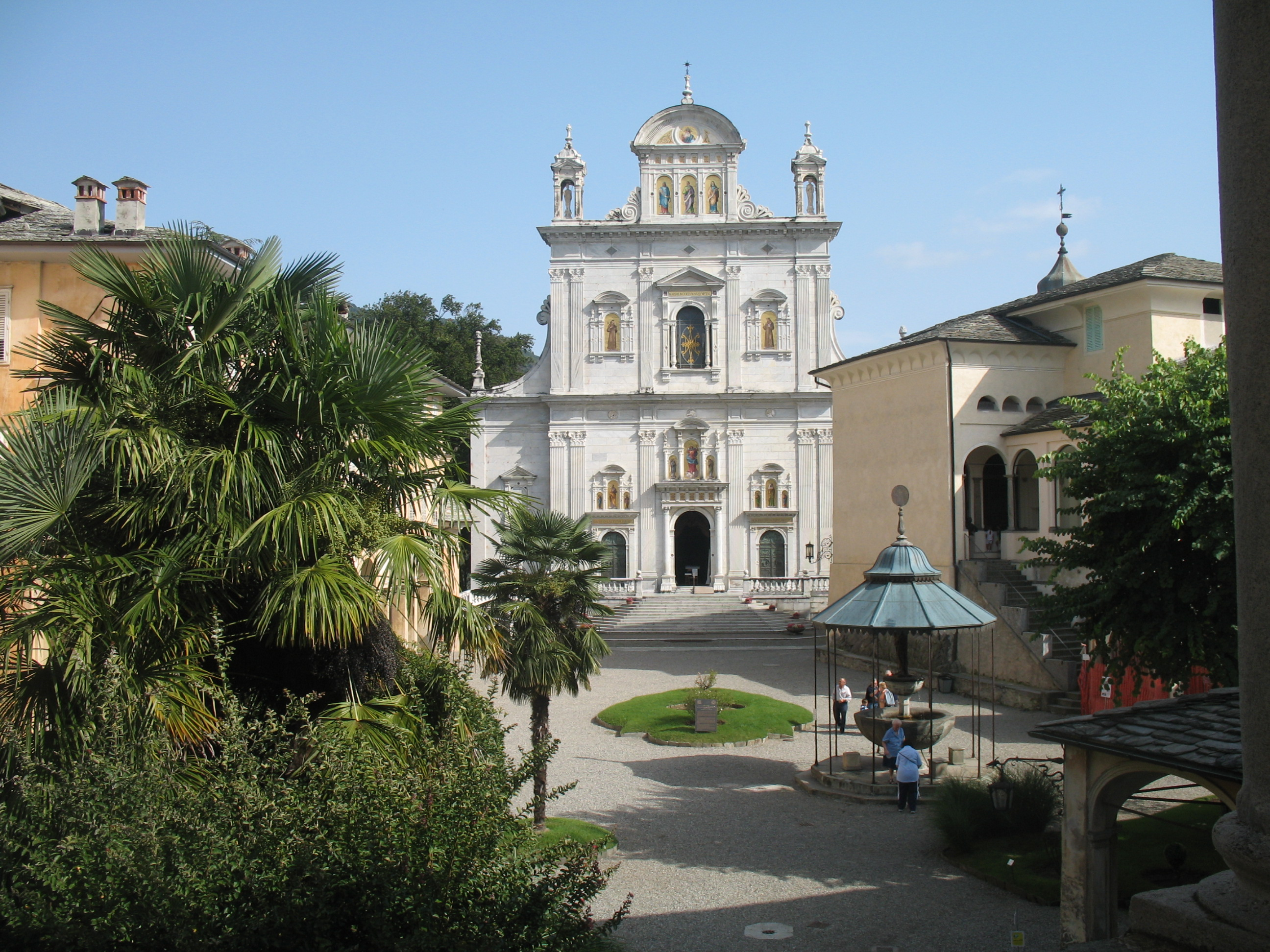
La basilica del Sacro Monte di Varallo, presso la quale sorge la casa madre della congregazione

La congregazione venne fondata a Scopa, in Valsesia, da Clotilde Verno (1851-1925) assieme alla cugina Estella Valenti, che fu soprattutto la principale finanziatrice dell'opera. La maestra elementare Valenti intendeva entrare tra le Figlie della Carità, ma il suo parroco Alfonso Chiara (1845-1925), temendo di perdere una delle sue più valide collaboratrici per le opere parrocchiali, la convinse a continuare la sua opera in paese.
Nel 1889 la Valenti aprì a Scopa una scuola e un laboratorio e iniziò a dedicarsi con alcune collaboratrici alla visita domiciliare agli ammalati. Il vescovo di Novara Edoardo Pulciano, avendo conosciuto la Valenti durante una sua visita pastorale, per garantire la continuità dell'opera eresse la comunità di Scopa in compagnia di Orsoline secolari e l'approvò il 1º maggio 1902. Le prime sette aspiranti emisero la loro professione dei voti religiosi il 29 luglio 1902.
Per evitare di incorrere nelle leggi eversive del 1866, le orsoline di Scopa continuarono a indossare abiti secolari ed evitarono di riunirsi in case religiose; per passare inosservate lasciarono il paese e si ritirarono presso il santuario del Sacro Monte di Varallo, dove il 5 agosto 1907 inaugurarono la loro prima casa.
Le orsoline del Sacro Monte di Varallo vennero erette in congregazione religiosa il 1º maggio 1930 ma, poiché la curia diocesana di Novara non aveva trasmesso la documentazione alla congregazione romana per i Religiosi, fu necessario un nuovo provvedimento il 3 luglio 1964.

## Attività e diffusione
Attività prevalente dell'Istituto è l'assistenza ai parroci nella loro attività apostolica.
Attualmente le suore sono presenti in Italia, Spagna, Perù e Colombia; la sede generalizia è in via Crescenzio a Roma.
Al 31 dicembre 2008 la congregazione contava 31 religiose in 7 case.